# 賈科莫·馬泰奧蒂
賈科莫·馬泰奧蒂（義大利語：Giacomo Matteotti；1885年5月22日—1924年6月10日），意大利社会主义政治家、社會黨副主席，是貝尼托·墨索里尼的主要政敵。1924年5月30日，馬泰奧蒂在意大利國會內發言指控法西斯黨在近期的選舉中舞弊，又批評他們使用暴力取得選票。不久後，他被受到墨索里尼指使的義大利武裝份子集團的首腦杜米尼綁架，並被木工用的銼刀捅死。他的屍體在同年8月16日被發現在羅馬近郊的溝渠中
。
案發後有5人被捕，只有3人被定罪，不久就獲得國王特赦而被釋放。
馬泰奧蒂之死觸發對法西斯黨的廣泛批評，可是墨索里尼沒有因此而下台。

## 著作
- 《法西斯黨真相》[2]